# 토니 올리바
토니 페드로 올리바(Tony Pedro Oliva, 1938년 7월 20일 ~ )은 쿠바의 전 프로 야구 선수이자 코치로, 메이저 리그 베이스볼(MLB)에서 우익수와 지명 타자로 뛰었다. 1962년부터 1976년까지 15시즌 동안 미네소타 트윈스에서 뛰었다. 8회 올스타에 선정되었으며, 소속팀 미네소타 트윈스의 1965년 아메리칸 리그 페넌트 우승과 1969년과 1970년의 2년 연속 아메리칸 리그 서부 지구 우승 당시 일원이었다. 미네소타 트윈스의 영구 결번 선수(6번)이다.

## 사진

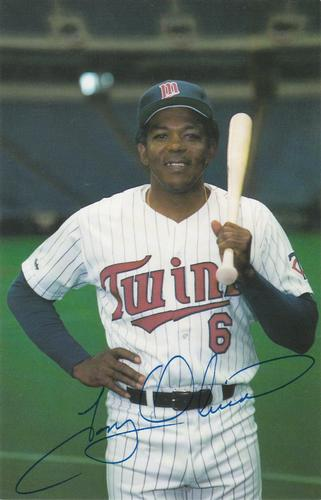
1987년 코치 시절
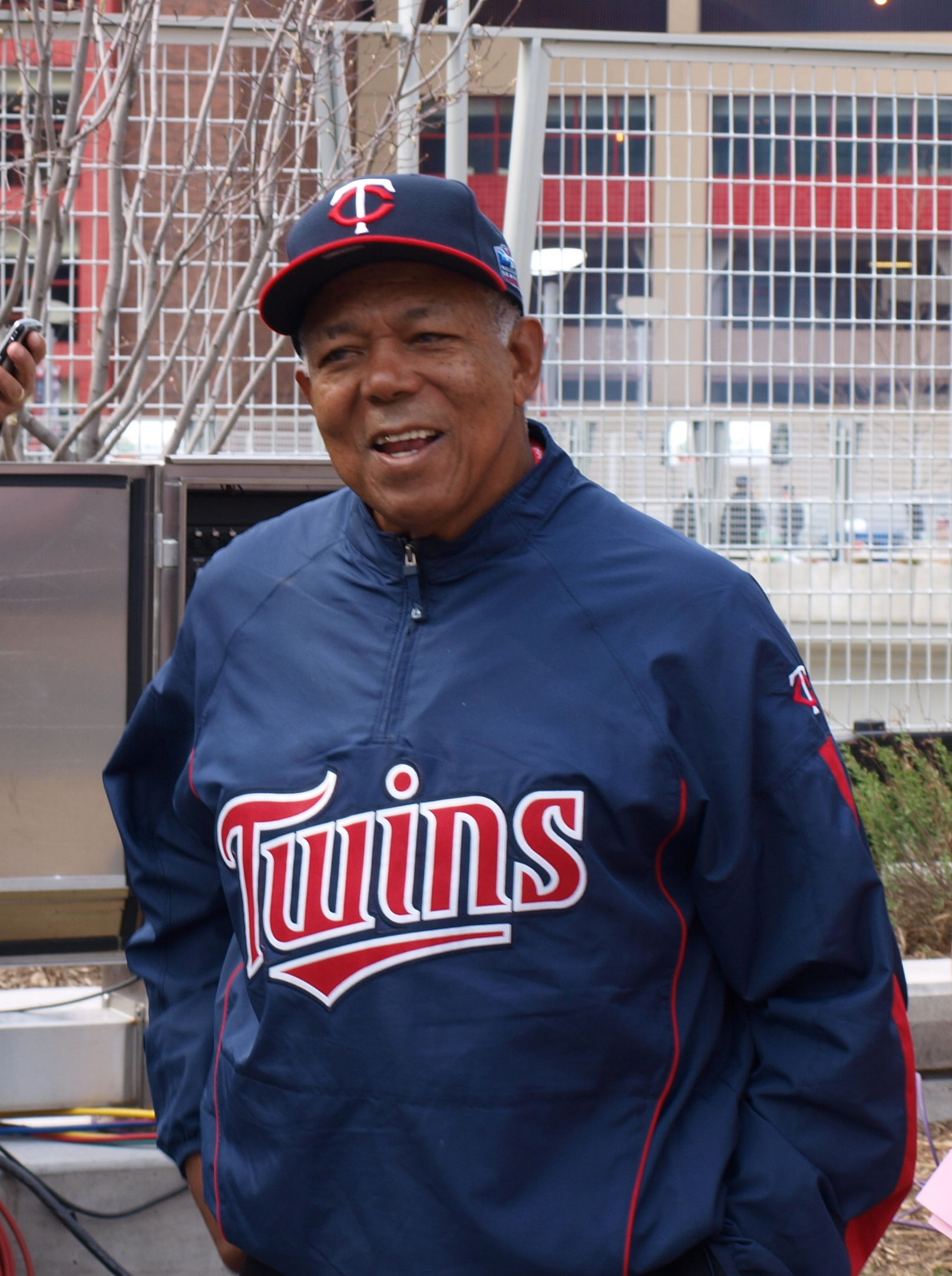
2010년때 찍은 사진